# Cylindromyia californica
Cylindromyia californica là một loài ruồi trong họ Tachinidae.